# Genkel
Die Genkel ist ein 7,1 km langer, orografisch rechter Nebenfluss der Agger in Nordrhein-Westfalen, Deutschland. Sie durchfließt den Märkischen Kreis und den Oberbergischen Kreis.

## Geographie
Die Genkel entspringt in Meinerzhagen, etwa 500 m westlich des Ortsteils nahe dem Ortsteil Güntenbecke auf einer Höhe von 448 m ü. NN. Von hier aus fließt sie zunächst nach Südwesten um nach etwa einem Kilometer ihren Lauf in einem weiten Bogen nach Südosten zu wenden. Dabei durchfließt sie den gleichnamigen Ortsteil von Meinerzhagen und erreicht nach 2,7 km das Vorbecken der Genkeltalsperre.
Nur 500 m nach dem Austritt aus der Genkeltalsperre erreicht die Genkel die Aggertalsperre. Nach dem Passieren eines Vorbeckens bildet sie den  westlichen von drei Armen der Aggertalsperre, den Genkelarm. Bis zur Mündung in die Aggertalsperre hat sie 7,1 km zurückgelegt und dabei einen Höhenunterschied von 164 m überwunden, was einem Sohlgefälle von 23,1 ‰ entspricht.
Vor der Errichtung der Aggertalsperre mündete die Genkel nach einem Lauf von ca. 8,5 km zwischen den Höhenzügen Lümer und Die Burg auf 277 m ü. NN in die Agger.

## Nebenflüsse
Im Folgenden werden die Nebenflüsse der Genkel genannt. Angegeben wird die orografische Lage, der Ort der Mündung und die Mündungshöhe. 
- Güntenbecke (links) vor der Genkeltalsperre auf 332 m
- Grotmicke (links) in die Genkeltalsperre auf 332 m